# Смоляновци
Смоля̀новци е село в Северозападна България. То се намира в община Монтана, област Монтана.

## География
Селото е разположено в полите на Широка планина на двата бряга на река Цибрица.
Южно от селото е веригата на Широка планина. На нея се отличават върховете – Церов връх, Костин връх, Мечита и Шуруленица. Тук са изворите на Цибрица и Цибъра (Коритарската бара).
Северозападно над селото е връх Челиби бърдо, наречен на единствения турчин, живял някога в селото – Челиби Осман бей. На върха е Орловият камък, който според легенда е хвърлен от Крали Марко от Стара планина. По натам са Муачовият зъбер, Златковския, Средния и Крайния зъбер, Бачиището и Гъзерлака. Следва дефилето на Коритарската бара. На запад от него са Рачов дол и ридовете на Стоовци: Плоска плоча, Сините камъни, Петковската ливада, Петковски камък, Рачовата поляна, Купните на Стоовци и на запад от тях е стръмната долина на Карачишката бара- приток на Нечинска бара. На север ридът на Стоовци е межда със землището на Белотинци. По този хребет са Венеца, Козяка, Стръмно лице, Голината, Йовковия камък и на изток Пероза.
На изток от село са Резановия връх, Пресойката, ливадите Голи рът, на юг- Вълинските ливади, Ненов рътлак, на запад- Влашко поле, Масленица, Длъгата поляна, Лазаркови ливади, Ганчови ливади и Преслапа.
Североизточно от село е м. Блатото, северно са Песъка и Орничака, Свини дол, Батчин връх, Китката, Минковския оброк, височината Връхци, Плачков дол. На северозапад, като се пресече Коритарската бара е Добравата. Там са нивите на селото. Южно от шосето Е-79 и северозападно от село на ок. 5 км е височината Пероза, а тя огражда от север долината Коритара където преди масовизацията е имало над 200 колиби. От юг Коритара е ограден от Зъберите и северния им склон е м. Усойната.

## История
Още от римско време 1 – 4 век е съществувало укрепено селище в местността Градището (или Селището) под село, и сигнално укрепление на връх Стоовци. За първи път се споменава Смоляновци в турски данъчен регистър от 1576 г. Какво е станало с това село никой не знае, обаче към края на 18 век поради гоненията от турците няколко фамилии от Тетевенския балкан тръгват на запад и се настаняват в м. Студени дол в покрайнините на Смоляновци. Веднъж един човек си изгубил свинята и тръгнал да я търси в гората. Там открил стара църква, където свинята се била опрасила. И решили да преместят селото при църквата, дето било старото Смоляновци. Вероятно старите жители, пръснати по колибите, са се смесили с тетевенските фамилии и така се е зародил нашият диалект, който е доста специфичен.
Ето имената на 5-те главни фамилии на основателите на селото: Златковска, Йонковска, Пековска, Чольовска, Кумановска.
Известни личности от селото:
- капитан Златко, който е бил хайдутин;
- челеби Осман бей – единственият турски управител в селото;
- поп Йоцо – първият учител, чието килийно училище е било в приземния етаж на камбанарията;
- Русин Колов Робов – участник в Ботевата чета;
- Мито Тудоров Вацов – депутат в Народното събрание преди 9 септември 1944, който емигрира в Мелбърн, Австралия.

## Културни и природни забележителности
В землището на селото се намира част от защитена местност „Сто овци“.
Северно от селото има вековен цер. До него са разкрити основите на римска наблюдателна кула, а 100 – 200 метра по-надолу в местността Селище се намират развалините на римското укрепено селище.
На около 6 км западно от селото е скалистият връх Стоовци, опасан от 4 скали, наречени Купните. Те са ползвани от римляните и по-късно, по време на двете български царства, като сигнално укрепление. Източно от Стоовци е Петковският камък. Северно от него на поляната е имало римска постройка. По-късно на това място върху руините и е издигнат манастир, наречен на Св. Йоан Предтеча, известен също като и Арбанашки манастир. Вероятно това е станало по време на Второто българско царство. Наблизо е имало и гробища.
Църквата в селото е кръстена на Св. Петка.

## Редовни събития
Съборът на селото се провежда в последната неделя на месец октомври.

## Галерия
- Панорамна гледка от Челибията- Млаките, Ганюв баир и Орничака
- към Песъка
- към горния край на селото, лозята и Панака
- към Кръста, Голи рът и Риковско Градище
- към Вълинските ливади
- Към Широка планина-Церов връх
- Влашко поле
- към Масленица и Гаджов зъбер
- Вековен цер до м. Градище северно от селото
- Местността „Усойна“
- Смоляновци
- „Сто овци“
- Петковския камък